# André Gunder Frank
André Gunder Frank (nascido Andreas Gunder Frank; Berlim, 24 de fevereiro de 1929 — Luxemburgo, 23 de abril de 2005) foi um economista e sociólogo teuto-estadunidense, considerado um dos criadores da Teoria da Dependência — ao lado de Theotônio dos Santos, Ruy Mauro Marini, Vânia Bambirra e outros — cuja formulação, por volta dos anos 1960, auxiliou no combate às formulações hegemônicas tanto da CEPAL como dos partidos comunistas.
Assim como Samir Amin e Giovanni Arrighi, foi também um dos expoentes da teoria do sistema-mundo, inaugurada por Immanuel Wallerstein, nos anos 1970. Frank, no entanto, manteve duras discordâncias com os referidos autores — entre tantos outros — ao longo de sua vida, nomeadamente no fim dela. Um dos principais pontos de discordância é a recusa do autor em aceitar a gênese do sistema-mundo no ano de 1492, 1498 ou qualquer data próxima:
"Frank recua a origem do sistema mundial contemporâneo para cinco mil anos atrás, recusando as interpretações que espalharam a visão da historiografia eurocêntrica, particularmente a obra braudeliana, acerca da economia-mundo de ascendência ocidental, em construção desde o século XVI. Para Gunder Frank, a Europa e o Ocidente já foram periferia de um mundo em que a ascendência coube a outras civilizações, capazes de melhor fazer comércio e acumular o capital."— Amado Luiz Cervo, 2005
Gunder Frank pode ser considerado o precursor do debate marxista acerca da dependência. Não somente derrubou as teses sobre a ocorrência de um feudalismo na América Latina, como foi o principal crítico do capitalismo dependente.

## Trajetória pessoal
Nascido em Berlim, educou-se nos EUA, onde, em 1957, recebeu o título de PhD em Economia. Lecionou Economia, História e outros cursos dentro da área das ciências sociais nos EUA, Canadá, Bélgica, Alemanha, México, Chile e Inglaterra.
Foi professor de Estudos de Desenvolvimento na Universidade da  Ânglia Oriental (Norwich, Inglaterra).
Lecionou na Universidade de Brasília (UnB), a convite de Darcy Ribeiro, pouco antes do golpe militar de 1964.

## Obras
- (1966) The Development of Underdevelopment'
- (1967) Capitalism and Underdevelopment in Latin America
- (1969) Latin America: Underdevelopment or Revolution
- (1971) Lumpemburguesía : Lumpendesarrollo
- (1973) ¡La dependencia ha muerto!¡Viva la dependencia y la lucha de clases!
- (1975) On Capitalist Underdevelopment
- (1976) Economic Genocide in Chile. Equilibrium on the point of a bayonet
- (1978) World Accumulation, 1492–1789
- (1978) Dependent Accumulation and Underdevelopment
- (1979) Mexican Agriculture 1521-1630: Transformation of the Mode of Production
- (1980) Crisis: In the World Economy
- (1981) Crisis: In the Third World
- (1981) Reflections on the World Economic Crisis
- (1982) Dynamics of Global Crisis
- (1983) The European Challenge
- (1984) Critique and Anti-Critique
- (1996) The World System: Five Hundred Years or Five Thousand? (com Barry K. Gills)
- (1998) ReOrient: Global Economy in the Asian Age
- (2013) ReOrienting the 19th Century: Global Economy in the Continuing Asian Age (with Robert A. Denemark)

### Algumas obras publicadas em português
- Lumpen Burguesia - Lumpen Desenvolvimento (1971)
- Acumulação Dependente e Subdesenvolvimento (1980)
- Reflexões sobre a Crise Econômica Mundial (1981)
- Acumulação Mundial: 1492-1789